# Kalle Anttila
Kalle Anttila (Muhos, 30 agosto 1887 – Helsinki, 1º gennaio 1975) è stato un lottatore finlandese.
Ha vinto due medaglie d'oro olimpiche nella lotta. In particolare ha conquistato la medaglia d'oro nella lotta libera alle Olimpiadi di Anversa 1920, in particolare nella categoria pesi leggeri, ed ha conquistato la medaglia d'oro nella lotta greco-romana, categoria pesi piuma, alle Olimpiadi di Parigi 1924.